# Alfonso Ponce de León

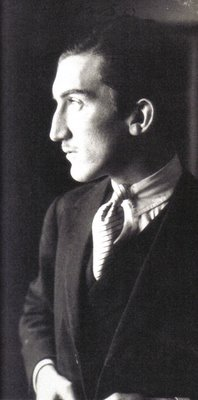
Alfonso Ponce de León

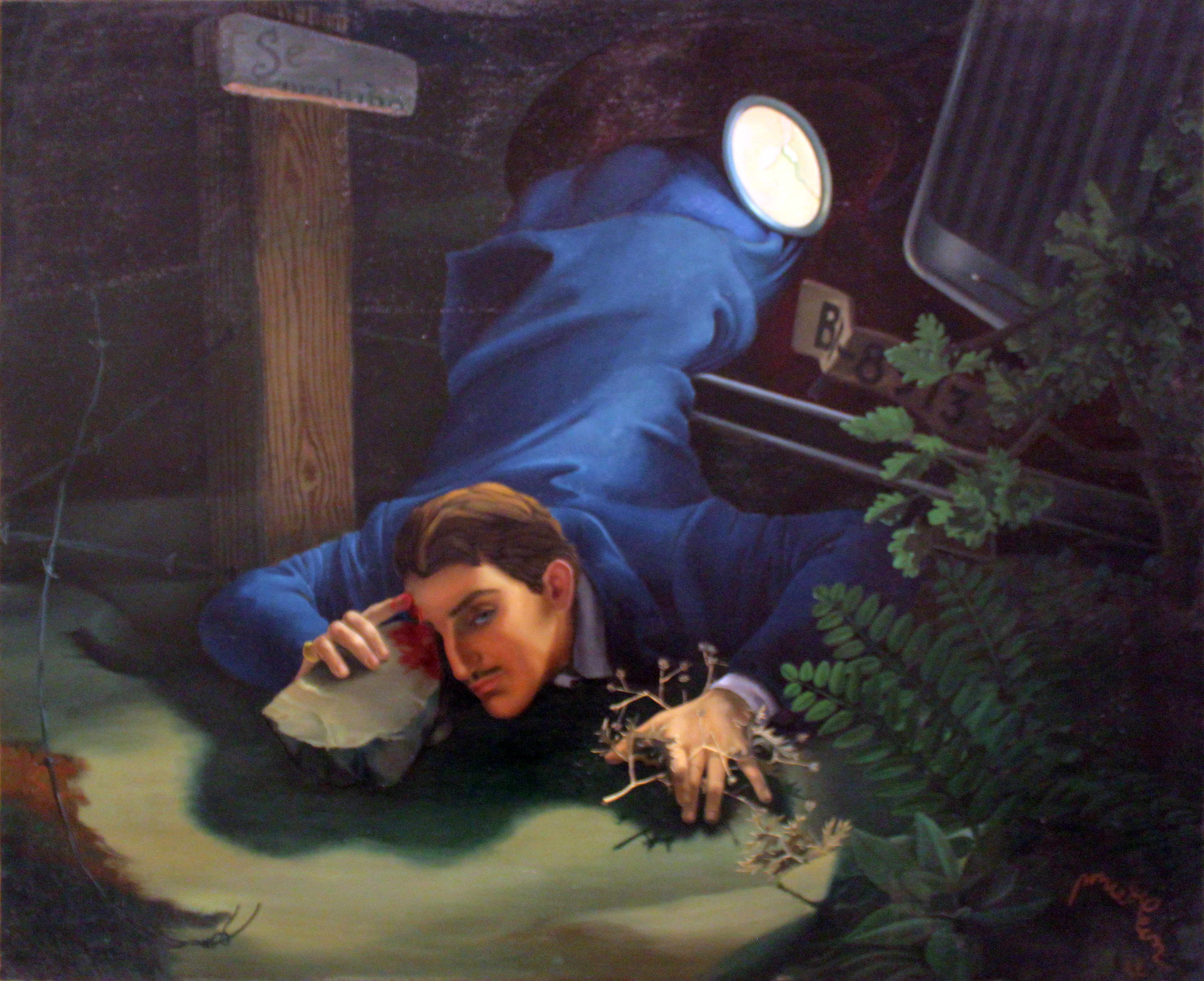
Zelfportret, 1936

Alfonso Ponce de León (Málaga 10 september 1906 - 26 september 1936) was een Spaans kunstschilder. Zijn schilderstijl werd beïnvloed door het surrealisme.
Hij studeerde van 1923 tot 1927 aan de Real Academia de Bellas Artes de San Fernando te Madrid.
In zijn schilderijen komen meestal mysterieuze elementen voor die een gevoel van onbehagen creëren. Zijn bekendste werk is Zelfportret uit 1936 dat hij kort voor zijn gewelddadige dood schilderde (zie afbeelding). In 1935 waren werken van hem te zien op een tentoonstelling die aan hem was gewijd.
Alhoewel Luis Buñuel en Federico Garcia Lorca vrienden waren, had Ponce de León extreemrechtse sympathieën. In 1933 sloot hij zich aan bij de fascistische groepering Falange waarvoor hij tekeningen en affiches maakte. Hij werd zo een doelwit voor zijn politieke tegenstanders en twee maanden na het uitbreken van de Spaanse Burgeroorlog werd hij samen met zijn vader en twee broers opgepakt door Republikeinse extremisten en doodgeschoten. Hun lijken werden in een sloot buiten Madrid teruggevonden. Sommigen zien in zijn laatste schilderij een voorspelling van zijn dood.
- Biblioteca Nacional de España: XX1535666
- Bibliothèque nationale de France: cb14420989w (data)
- International Standard Name Identifier: 0000 0001 1620 978X
- Library of Congress Control Number: nr2002007258
- Système universitaire de documentation: 145658856
- Virtual International Authority File: 36851967
- WorldCat: E39PBJjhyDWyRFddKgqcGhy68C